# Пруф-лайк
Пруф-лайк (англ. proof-like — «подібний до пруфу») — якість монет, які зовні подібні на пруф, але монетний двір не дає гарантії, що при їх виготовленні технологія «пруф» була дотримана повністю. Наприклад, вважається, що пруфом можуть називатися монети, які виготовленні лише з дорогоцінних металів. Монети якості «пруф-лайк», також запаковуються в захисну капсулу чи плівку.